# Potsdamer Platz

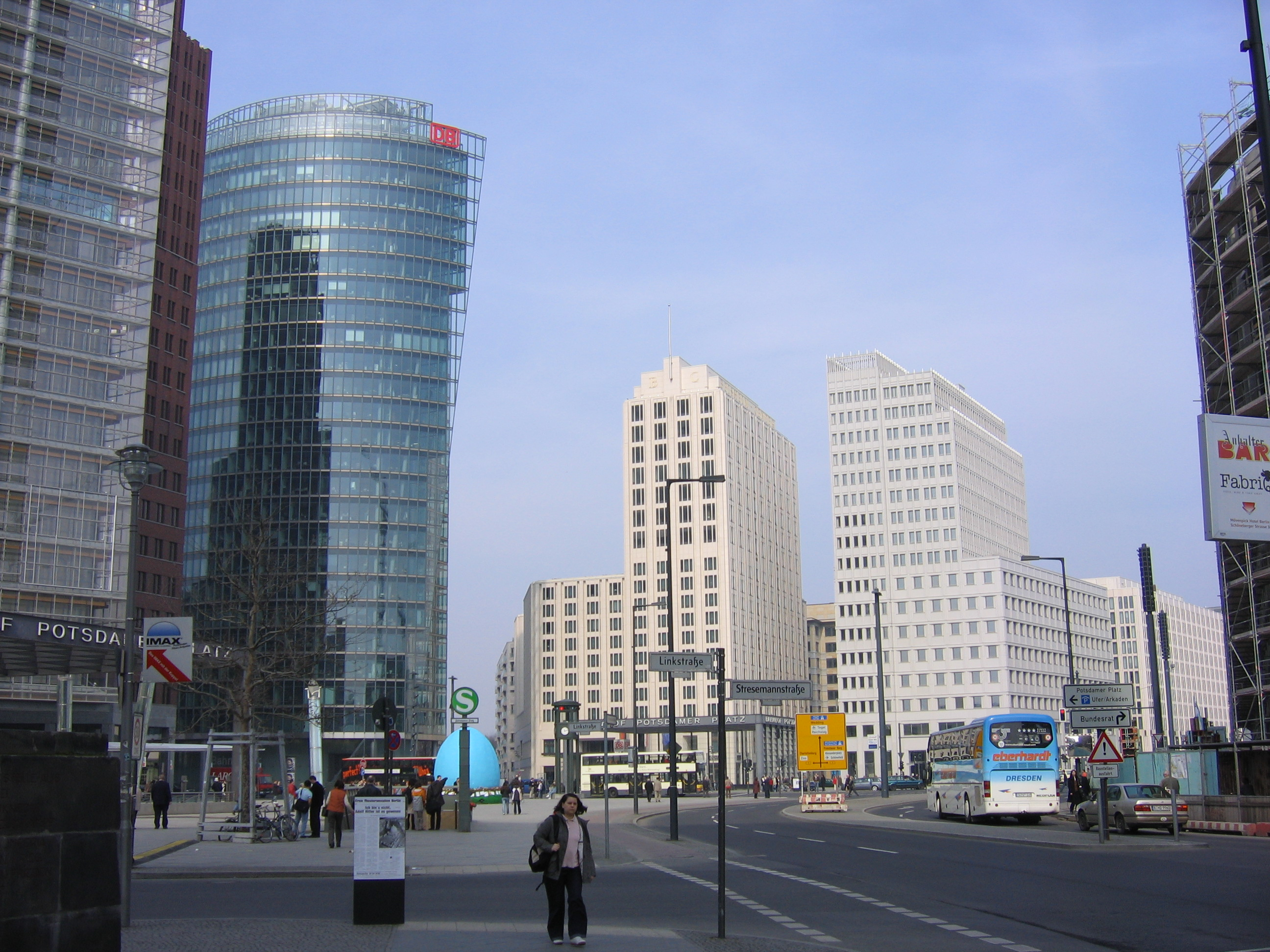
Potsdamer Platz

Potsdamer Platz (Piața Potsdam) din Berlin este un nod de transport în zona Tiergarten în cartierul Mitte între centrul istoric în Est și noua zonă din Vest.
Până la Al doilea război mondial a fost un loc de întâlnire pentru cercurile politice, culturale și sociale ale Berlinului
Structura actuală se situează printre cele mai marcante locuri ale orașului și este vizitată de numeroși turiști.